# Paracicerina globulosa
Paracicerina globulosa är en plattmaskart som beskrevs av Brunet 1973. Paracicerina globulosa ingår i släktet Paracicerina och familjen Cicerinidae. Inga underarter finns listade i Catalogue of Life.